# Juin 1866

## Événements
- Signature d’un accord secret de partage d’influence en Asie centrale entre la Russie et la Perse. Le chah s’engage à ne pas réagir en cas d’avancée russe dans les vallées de l’Araxe et de l’Oxus. En contrepartie, les Russes promettent de soutenir les armées perses pour la reprise d’Herat.

- 2 juin, Canada : bataille de Ridgeway.

- 5 juin (Indochine) : les explorateurs français Ernest Doudart de Lagrée et Francis Garnier commencent leur reconnaissance de la vallée du Mékong jusqu'en Chine.

- 7 juin, Guerre austro-prussienne : début de la guerre entre l'Autriche et la Prusse pour le contrôle du Schleswig-Holstein.

- 9 juin, Canada : le militaire Timothy O'Hea obtient la croix de Victoria pour avoir éteint l'incendie d'un wagon de munitions près de Danville (Québec).

- 12 juin, Guerre austro-prussienne : la Prusse envahit le Schleswig-Holstein pour répondre à la dénonciation de la convention de Gastein. La confédération germanique répond le 14 juin en décrétant une procédure d’exécution générale contre la Prusse.
  - Napoléon III laisse battre l'Autriche, en n'intervenant pas, il laisse la porte ouverte à la naissance de l'unité allemande sous l'autorité prussienne.

- 13 juin, convention secrète : François-Joseph Ier d'Autriche obtient la neutralité française en Italie en cédant secrètement la Vénétie à Napoléon III pour qu’il la rétrocède au royaume d’Italie.

- 15 juin, Guerre austro-prussienne :
  - les Prussiens envahissent la Saxe sans rencontrer de résistance puis marchent vers la Bohême;
  - le général prussien von Falkenstein envahit le Hanovre qui capitule le 27 juin. Falkenstein envahit la Hesse et défait les Bavarois à Bad Kissingen.

- 20 juin : l’Italie déclare la guerre à l’Autriche.

- 26 juin : début du ministère conservateur du comte de Derby, Premier ministre du Royaume-Uni (fin en 1868). Son fils Lord Stanley, conservateur, devient ministre des Affaires étrangères.

- 27 - 28 juin : bataille de Langensalza.

## Naissances
- 9 juin : Johannes Martini, peintre et illustrateur allemand († 7 février 1935).
- 26 juin : Lord Carnarvon, égyptologue britannique († 5 avril 1923).